# Célula de lugar

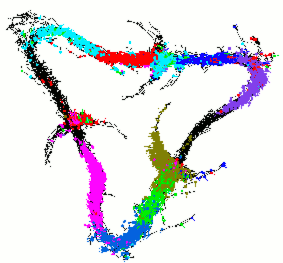
Patrones de disparo espacial de siete células de lugar registradas en la capa CA1 de rata. La rata recorre varios cientos de vueltas en el sentido de las agujas del reloj alrededor de una pista triangular, parando en el medio de cada uno de los lados para comer una pequeña porción de comida. Los puntos negros indican las posiciones de la cabeza de la rata. Los puntos coloreados indican los potenciales de acción, utilizando un color diferente para cada célula.

Las células de lugar son neuronas del hipocampo que muestran una elevada tasa de disparo cuando un animal está en una localización específica de un entorno que corresponde al campo de lugar de la célula.
En 1971 O'Keefe y Dostrovsky encontraron campos receptivos espaciales en neuronas de disparo complejo en el hipocampo de rata. Estas neuronas aumentan su tasa de disparo cuando el animal se encuentra en un lugar específico de un ambiente. Las células de lugar vecinas disparan en diferentes lugares del ambiente de tal forma que el ambiente entero se representa por la actividad de la población celular. Las mismas células de lugar representan los diferentes ambientes pero la relación entre los campos receptivos espaciales difieren de un ambiente a otro.
Estas neuronas son diferentes a otras en sus propiedades de disparo espacial, como las células de red, células de límite, células de dirección de la cabeza, y células de visión espacial. Se cree que estas células consisten en neuronas piramidales de las regiones del hipocampo CA1 y CA3, mientras que se piensa que son células granulosas en la región del giro dentado.